# Blacus humilis
Blacus humilis är en stekelart som först beskrevs av Christian Gottfried Daniel Nees von Esenbeck 1811.  Blacus humilis ingår i släktet Blacus och familjen bracksteklar. Arten är reproducerande i Sverige. Inga underarter finns listade.